# Psychoonkologie
Psychoonkologie je aplikovaný obor psychologie, a to konkrétně v onkologické oblasti. Samotná onkologie je lékařským oborem zabývajícím se především prevencí, diagnostikou a léčbou nádorových onemocnění a také obdobím po léčbě. Psychoonkologie se tedy dívá na stejná témata – prevenci, diagnostiku, léčbu, období po léčbě – ale psychologickou optikou. Zabývá se psychickými reakcemi člověka (jeho prožíváním, myšlením a chováním), a to v souvislosti s příchodem onkologického onemocnění do jeho života. Neomezuje se jen na nemocného, ale všímá si také prožívání, myšlení a chování lidí v okolí: jeho blízkých i pomáhajících odborníků. Jde o interdisciplinární obor propojující znalosti nejen z oblasti  psychologické a onkologické, ale i z dalších vědeckých oborů. V centru jeho zájmu je především kvalita života všech, kteří se v situaci nemoci potkávají.
Definice psychoonkologie dle Americké psychologické asociace je následující: Psychoonkologie se zabývá studiem psychologických, behaviorálních a psychosociálních faktorů souvisejících s rizikem onkologického onemocnění, jeho diagnostikou, průběhem a léčbou. Ale také výsledkem léčby ve smyslu přežití a kvality života. Obor zkoumá reakci na onkologické onemocnění, a to jak ze strany pacientů, tak i rodin a pečovatelů ve všech fázích onemocnění.[nenalezeno v uvedeném zdroji]
Celkově má obor psychoonkologie širší mezinárodní zakotvení. Od roku 1984 existuje společnost International Psycho-Oncology Society, která podporuje nejen výzkum v této oblasti, ale také sdílení poznatků napříč zeměmi.[nenalezeno v uvedeném zdroji]
Z pohledu aktuálního směřování se psychoonkologie snaží ukotvit jako nedílná součást komplexní péče o onkologicky nemocného člověka a jeho blízké. Tedy pomoci s péčí o „celého člověka“ a nikoliv jen o jeho tělo. Čím dál jasnější obrysy přináší také výzkum vlivu psychiky na fyzické zdraví a nemoc. V této oblasti je klíčová spolupráce s dalšími multidisciplinárními obory, jako je například psychoneuroimunologie.[zdroj?]

## Česká republika
V České republice obor zaštiťuje Psychoonkologická sekce České onkologické společnosti (při České lékařské společnosti JEP). Sekce vznikla v roce 2006 a první zakládající předsedkyní byla Libuše Kalvodová. Sekci tvoří především psychologové a lékaři, kteří pracují s onkologicky nemocnými.